# Spinipalpa
Spinipalpa is een geslacht van vlinders van de familie Uilen (Noctuidae), uit de onderfamilie Noctuinae.

## Soorten
- S. aletes Hampson, 1906
- S. ectoplasma Boursin, 1963
- S. lepida Hreblay
- S. maculata Alphéraky, 1892
- S. zwicki Hreblay & Ronkay, 1998